# 查理·义律
查理·義律爵士，KCB，RN（1801年8月15日—1875年9月9日），英國軍人和殖民地官員，1836年至1841年擔任英國駐華商務總監，後因鴉片貿易問題，使得英國對清廷宣戰，引發第一次鴉片戰爭外，並率先在1841年1月26日派兵登陸香港島。

## 生平

### 早年生涯
義律生於1801年，地點應該是薩克森德累斯頓，父親休·義律（Hugh Elliot）是一名英國官員，母親則名叫瑪格麗特·義律（Margaret Elliot），當時他們一家正隨父親到當地公幹。在1815年，義律加入英國皇家海軍，在東印度和非洲沿岸一帶服役，曾取得上校軍銜，直到1828年，他從海軍退役，並轉到殖民地部工作。投身殖民地服務後，義律在1830年被派往圭亞那保護當地的黑奴，在當地的經歷使他成為一位廢除奴隸制度的支持者。

### 駐華商務總監
義律於1834年跟隨律勞卑勳爵抵達中國，擔任貿易專員秘書。律勞卑在同年逝世後，義律獲升任為駐華商務副總監，並隨後在1836年12月，接替G·B·羅便臣爵士出任英國駐華商務總監一職。
義律本人其實是反對鴉片貿易的，他更曾經指出以鴉片貿易賺取利潤是英國的恥辱，但他卻同時認為中英兩國之間應該存在對等和公平的貿易。因此，義律一反律勞卑強硬的作風，在澳門上任後，沒有理會倫敦的反對，便著手改善英國與清廷的關係，以懇切的語氣致函時任兩廣總督鄧廷楨，表示希望兩人能夠在廣州見面。然而，義律經過多次交涉仍無濟於事，清方始終拒絕接見他。
自東印度公司在1834年失去對華貿易的專利權以後，外商紛紛加入鴉片貿易的行列。為了謀取暴利，英商大量向中國輸入鴉片，使中國白銀流失的情況更形嚴重，並造成了空前的「出超」問題。據資料統計，鴉片在18世紀初輸入中國的時候，每歲不過200箱，但是在第一次鴉片戰爭的前夕，已大幅曾加至每歲30,000箱。雖然清廷已經多番重申禁煙的命令，又在1837年命令鄧廷楨驅逐伶仃洋和香港一帶水域的鴉片走私活動，但由於煙商以性能良好的躉船裝載鴉片，以致走私活動難以捉截。鄧廷楨亦曾多番傳諭義律，要求他正視走私問題，雖說義律反對鴉片貿易，但受到英國自由黨政府和英商的壓力，總監的權力又相當有限，他只好屈服，漠視清廷的諭令。

#### 虎門銷煙

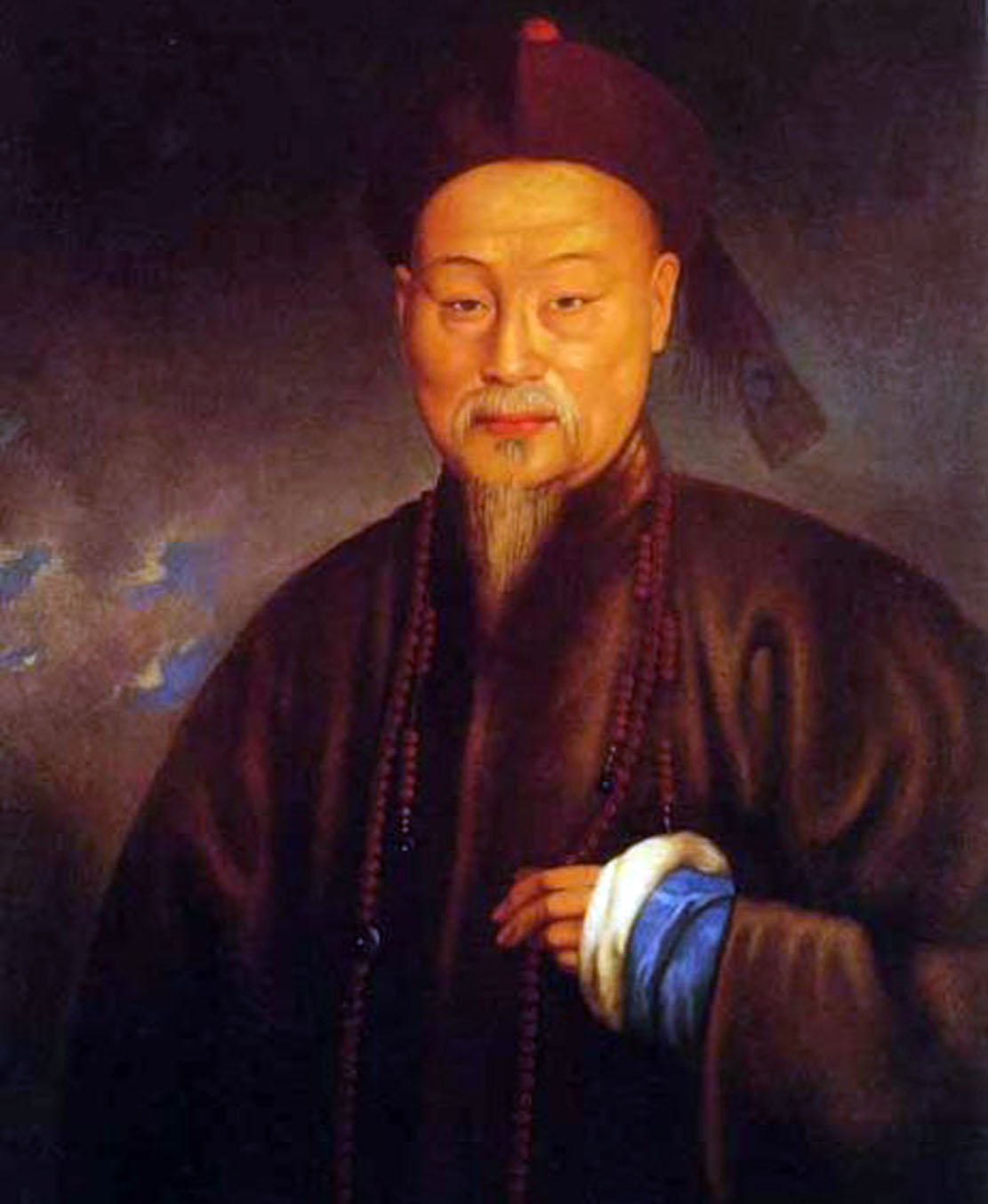
欽差大臣林則徐在1839年抵達廣州，立即厲行禁煙。但英商與義律到最後方肯屈服。

鑑於鴉片走私活動十分猖獗，道光帝遂在1838年12月31日任命欽差大臣林則徐南下廣州禁煙。林則徐在1839年3月10日抵達廣州，隨即展開嚴厲的禁煙行動。他限令所有煙商三日內交出全數鴉片，並簽「切結書」，聲明以後不販鴉片，否則「一經查出，貨盡沒官，人即正法，情甘服罪。」最初由於外商反應冷淡，結果林則徐下令派兵封鎖十三行，並且斷絕糧食供應，迫令煙商交出鴉片。義律得悉十三行被圍困後，立即從澳門趕到十三行，並致函林則徐，質問他是否準備開戰。此外，他又將英國船隻和鴉片轉移到香港水域，以便隨時作出反抗。
到3月25日，大部份煙商終於屈服，同意簽署切結書，保證以後不再販賣鴉片，但唯獨以義律為首的英商仍然不從。林則徐於是頒布《示諭外商速交鴉片煙土四條稿》，作為對義律的最後通牒。最終義律在3月28日屈服，向林則徐呈送了《義律遵諭呈單繳煙二萬零二百八十三箱稟》，著令英商交出所有鴉片共20,283箱。然而，義律仍然拒絕簽署切結書，並向英商保證他們的損失一概由女皇陛下政府負責。

#### 林維喜案
鴉片被全數沒收後，義律認為英商已無法繼續在中國進行貿易，於是他未經英國政府的批示，便下令停止通商，並將英國僑民從廣州撤到澳門，但是澳門總督拒絕承諾保障他們的安全，結果英商僑民唯有遷到九龍尖沙咀對開的海面。
到1839年7月7日，有醉酒水手在尖沙咀村與村民發生毆鬥，其中村民林維喜在打鬥中傷重不治。事件發生以後，義律同意賠償死者家屬銀錢，但拒絕按照《大清律例》，交出其中一名水手償命，並以擁有領事裁判權為理由，表示會自行審訊兇手。義律於8月12日在英國船隻上開庭案，對五名兇手判處監禁和罰金，便送回英國的監獄服刑，並在事後才知會中國官方。然而，林則徐援引《万国律例》，指義律不具備領事裁判權。
林則徐得知義律私自審訊水手後，在1839年8月15日宣佈中斷與各國的對外貿易，除了派兵到澳門驅逐義律等人外，又撤回所有替英國人工作的中國買辦和佣工。此外，他更明令禁止國人向任何英國人提供糧食和日用品，並斷絕水糧，派出戰船封鎖英國船隻，並傳令若在岸上發現外國人，一律就地正法。至於義律被逐後，則命令所有英國僑民登船，駛離海岸，自己亦撤退到九龍對開的海港，寄居於貨船之上。

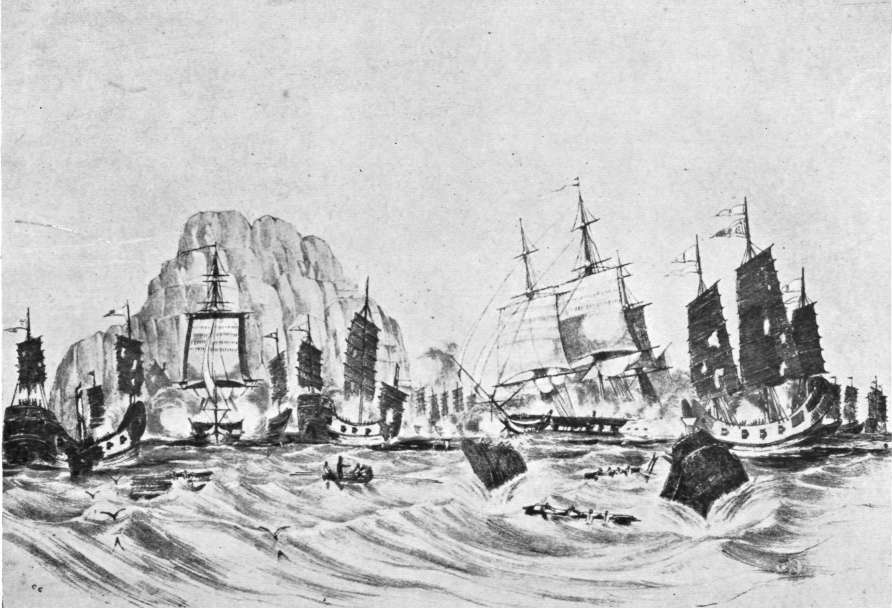
1839年11月3日發生的穿鼻洋之戰，是鴉片戰爭爆發前的其中一次小型衝突

直到9月5日，義律派傳教士郭士立與林則徐談判，要求解除禁令和恢復水糧，恢復正常貿易關係，不過通通遭到拒絕。在當日下午二時，義律發出最後通牒並要求提供水糧，林則徐仍不予理會。結果一小時後，英國軍艦企圖突圍，正式向中國船艦開火，並突襲九龍山上的清軍，史稱「九龍之戰」或「九龍海戰」:34-35。這次零星衝突遂揭開了第一次鴉片戰爭的序幕。
另一方面，此事消息傳至英國後，引起了很大的反響，英國國會更以此二事件宣戰與否展開激烈的辯論，結果國會以271票對262票，通過出兵中國。英國政府於是在10月1日以「受到侮辱」、「生命安全受威脅」和「財產受損」為名對清廷宣戰。宣戰以後，中英雙方曾發生六次小規模的武裝衝突，加上9月5日所發生的衝突，林則徐向朝廷奏報自己已經「七戰七勝」。其間，義律仍多次向林則徐作出交涉，企圖進行妥協以避免戰爭，但林依舊堅決拒絕讓步。

#### 第一次鴉片戰爭

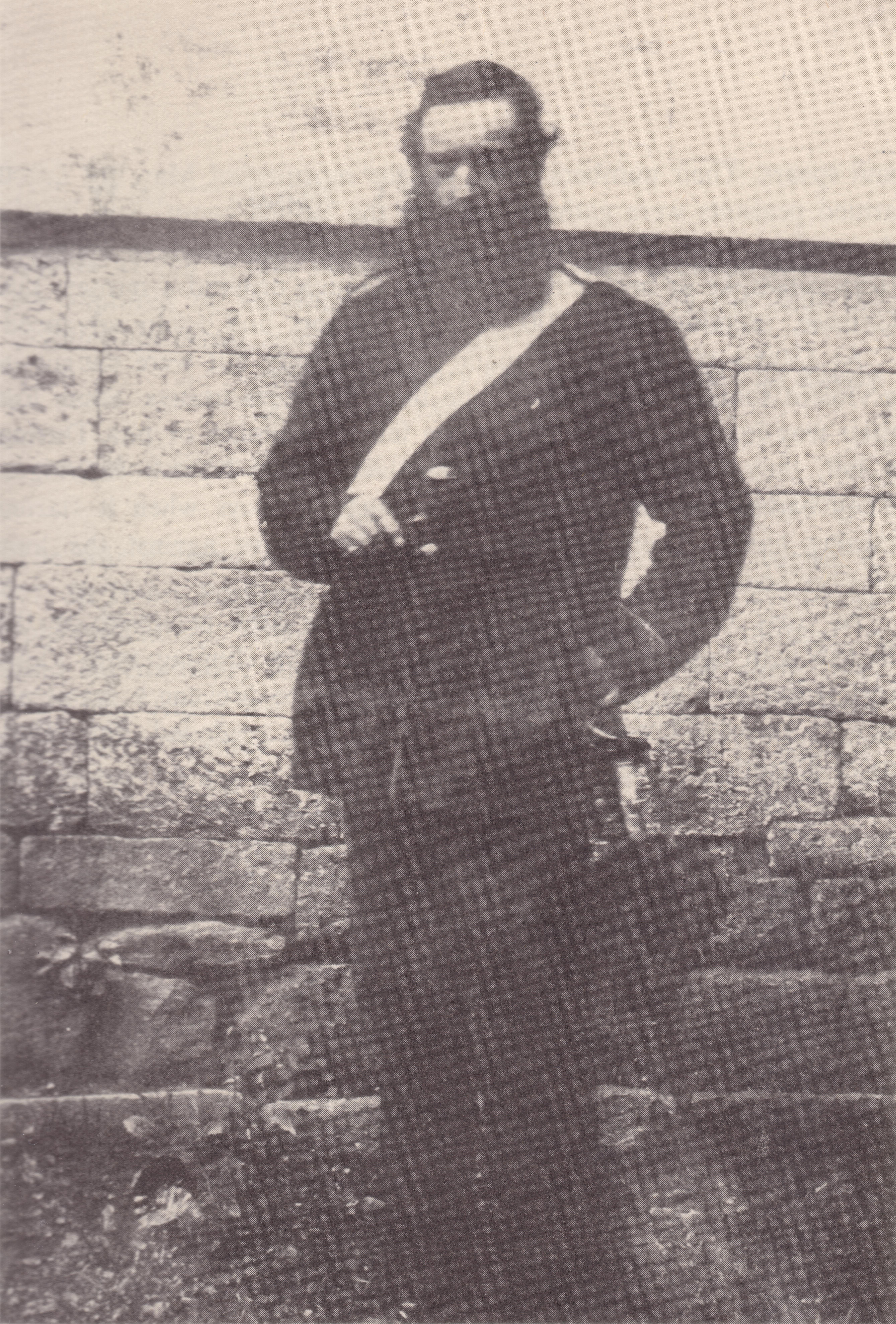
义律的照片

1840年2月，英國政府任命義律的堂兄懿律為海軍統帥及全權代表，而義律本人則被任命為副代表。到1840年6月，英軍四十多艘戰艦和士兵四千多人抵達澳門對開海面，第一次鴉片戰爭遂正式爆發。由於廣東省一帶佈防嚴密，義律於是隨懿律揮軍北上，輕易攻陷定海，並在8月11日抵達大沽口。道光帝大為震驚，立即委派直隸總督琦善議和，結果義律等在8月29日透琦善向清帝提交《巴麥尊照會》「伸冤」。（其實被交往道光的信件是英譯中信件,途中信件曾被修改內容）
琦善在大沽口告訴義律和懿律，只要英艦折回廣州，朝廷就會查辦林則徐等人。懿律與義律以為琦善已答應他的要求，於是便折返廣東，準備更進一步的和談。相反，道光帝見英軍撤退，以為已經「撫夷」成功，於是在9月委任琦善為欽差大臣，並在9月28日免去林則徐的官職。
11月29日，琦善抵達廣州，這時懿律已經因病辭職，並由義律接任全權代表。義律見到琦善後，立即向他提出14點要求，當中包括重開商埠、賠償煙價和兵費、訂定稅則和治外法權等等。消息傳至京師以後，道光帝感到十分憤怒，因為他以為單單重開商埠便可滿足英人要求。結果他在1841年1月20日命令琦善立即停止談判，加以痛剿。至於義律方面，則早在1月6日已得知談判即將破裂，於是在1月7日出兵攻佔了沙角炮台和大角炮台，威脅清廷接受議和，並開始草擬和約。
沙角炮台和大角炮台陷落後，琦善與義律在1月20日擬定了《穿鼻草約》，當中清廷除了要賠償英國政府600萬銀元外，更要割讓香港島。琦善原則上同意《草約》，但對割地卻甚有保留，表示要先上請皇帝批示。但在1月21日，雙方在仍未正式簽約的情況下，義律卻單方面公佈了《穿鼻草約》，並在1月26日私自派HMS硫磺號搶佔香港，但當時琦善和義律對「香港」一詞是有不同理解的，於1月11日琦善致函義律信件中寫道：「......准其就粵東外洋之香港地方，泊舟寄居。」，琦善所指的「香港」是香港島西南一角，今香港仔一帶，因當時「香港」一詞，並非全島的總稱:16-17。琦善對割讓一事一直加以隱瞞，到2月10日才由廣東巡撫怡良向京師揭發，琦善遂立即被革職查辦。

#### 搶佔香港
1841年1月26日，英軍乘硫磺號在水坑口登陸香港島，並由義律出任香港的行政官，但留在澳門辦公。一般認為，香港自當日起成為英國的屬土。翌日，英軍又在島上升起英國國旗。義律對於香港之所以能夠成為英國的殖民地扮演了關鍵角色。
義律選擇香港並非偶然的，早在律勞卑出任商務總監的時候，律勞卑已提議過佔領香港，而義律任內由於深感在澳門辦公受盡葡萄牙人的威脅，因此亦開始尋求合適的島嶼，方便通商。後來在1839年，他和英國僑民在香港島對出海面短暫居住，所以對香港島有一定的認識，這也是義律在《穿鼻草約》中要求割讓香港島的原因。
義律擔任行政官後，在1841年2月1日发示《安民告示》，次日發表《公告》，表示將繼續以「中國法律和習俗管治香港，但中國的酷刑則一一廢除」。由於義律要主理軍務，無暇兼顧香港事務，於是他任命莊士敦為護理行政官，在義律離開香港的時候代理其職權。此外，義律又在4月30日任命威廉·堅為香港首位法官，並著他成立警隊維持境內治安，稍後又在香港設立監獄。
義律任內於1841年5月1日發行了首份《香港憲報》，當中交代了賣地原則。其後在6月14日，義律在澳門舉行了首次賣地，一共賣出33幅沿海土地。惟後來砵甸乍爵士擔任首任香港總督後，指出義律的政府僅屬臨時性質，故不承認該次賣地。
綜合而言，義律任內香港的情況十分混亂。當年曾經有兩個颱風橫掃香港，對香港造成嚴重破壞。而疫病也造成了不少人死亡，死亡率十分之高。另一方面，當時海盜四處出沒，搶劫猖獗，至於威廉·堅一人掌握司法大權，更使警察腐化，治安敗壞。

#### 撤職

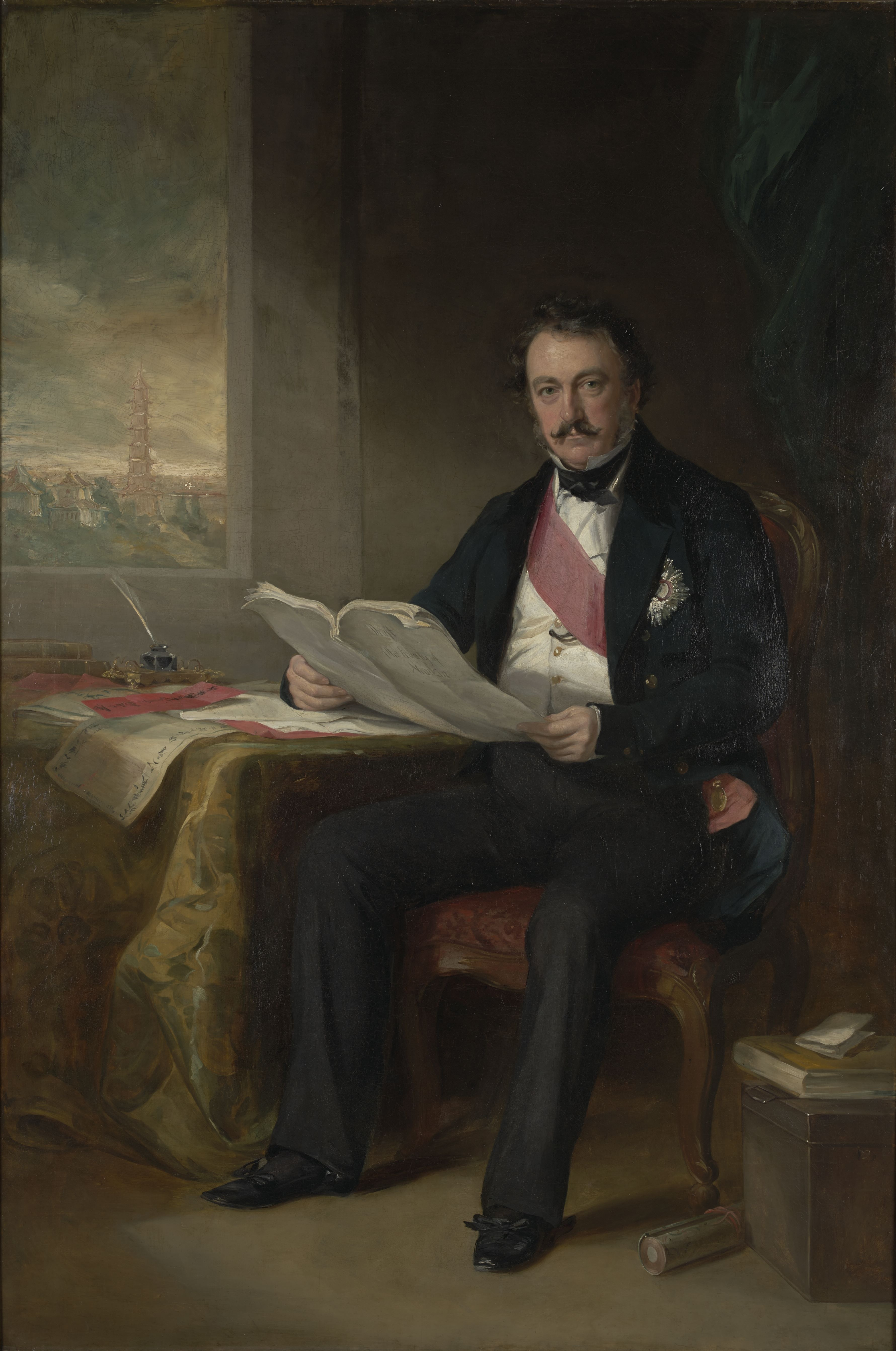
接替義律的砵甸乍爵士

由於道光帝在1月27日正式下詔對英國宣戰，以致戰爭未有隨《穿鼻草約》和佔領香港島而終結，更反而進入全面戰爭的狀態。在2月26日，義律復攻虎門，至2月27日進攻烏涌，到3月3日已兵臨廣州城下。當時義律委託美國領事，向接替琦善的楊芳進行調停，最終雙方達成協議，在3月20日停火，重開貿易。然而，消息傳到北京後，道光帝深表不滿，並改派奕山為「靖逆將軍」，赴援廣州。隨後奕山在5月10日向英軍發動攻勢，短暫恢復的貿易隨之再度停頓。到5月22日，義律發動反攻，並炮轟廣州，擊潰清兵，結果奕山在5月27日乞降，除了簽訂《廣州和約》，向義律繳交贖城費六百萬銀元外，更賠償了英商三十萬銀元。《和約》簽署後，義律始率英兵撤離廣州。
與此同時，義律卻突然被倫敦政府以「未有堅持英國政府的全部訴求」和「未有依從訓令」的理由罷免，並召他回國。原來，義律早前與琦善擬訂《穿鼻草約》後，《草約》被送到倫敦，時任外務大臣巴麥尊勳爵看過《草約》後，認為條款過於寬鬆，英方得益太小，根本沒有達到全面開放商埠的目標，而《草約》中割讓予英方的香港島更被他批評為「鳥不生蛋之地，一間房屋也建不成」，因此義律被他憤斥辦事不力。據稱，維多利亞女皇更曾指義律是「一位完全不遵指令而努力爭取最低條款的人」。結果義律被召回後，英國政府改派砵甸乍爵士接替他為香港的行政官、駐華商務總監及英方全權代表，並在1841年8月抵華，於是戰事再起。

### 德克薩斯代辦
義律被召回國後，過了一段日子才獲重新起用，在1842年8月6日抵達北美洲德克薩斯的加爾維斯敦，出任駐德克薩斯共和國的英國代辦。義律任內大力在當地鼓吹廢除奴隸制度，又積極建立自由貿易，並且強調與墨西哥建立和平關係的重要性。另外，他更與該國總統山姆·休士頓和安森·瓊斯結成朋友。據了解，在休士頓的指示下，義律曾在1834年到墨西哥，與其他英國官員一起，尋求為德克薩斯和墨西哥達成停火協定。此外，義律在墨西哥釋放部份參與米亞長征（Mier Expedition）的德克薩斯士兵一事上，起了關鍵作用。
由於英國在德克薩斯共和國享有不少好處，因此義律任內亦努力阻止德克薩斯合併到美國。於1845年，在瓊斯總統的准許下，義律再次前往墨西哥，成功與墨西哥政府訂立條約，承認德克薩斯的獨立地位。可是，德克薩斯民眾最終仍投票選擇合併。結果這位被稱為「頭戴白帽」的代辦在德克薩斯於同年正式合併到美國後，卸任返回英格蘭。

### 晚年
義律晚年自1846年至1852年及1853年至1854年出任百慕達總督，1854年至1856年轉任千里達總督，最後在1863年至1869年擔任聖海倫那島總督，此後退下火線。義律曾在1856年獲頒贈KCB勳銜，成為爵士，此後又在1865年9月取得海軍上將軍階。義律與Clara Windsor結婚，兩人有一個女兒兩個兒子，他於1875年9月9日在英格蘭德文郡埃克斯茅斯去世。

## 榮譽
- K.C.B.（1856年）

## 以查理·義律命名的事物
- :
  -  南澳大利亞州:義律港（英语：Port Elliot, South Australia）

### 已更名
- 香港:義律谷，現名為己連拿利

## 外部連結
- 《The Opium War》網頁 （页面存档备份，存于），一齣關於第一次鴉片戰爭的電影。

| 官衔                                 | 官衔                                         | 官衔                                     |
| ------------------------------------ | -------------------------------------------- | ---------------------------------------- |
| 前任者： G·B·羅便臣爵士              | 駐華商務總監 1836年–1841年                   | 繼任者： 砵甸乍爵士                      |
| 前任者： 首任                        | 第1任香港行政官 1841年1月26日－1841年8月12日 | 繼任者： 莊士敦（護理行政官）            |
| 前任者： W·N·胡欽生                  | 百慕達總督 1846年–1852年                     | 繼任者： W·哈塞爾·伊登（署任）           |
| 前任者： 亞瑟·W·拜爾斯（署任）       | 百慕達總督 1853年–1854年                     | 繼任者： 佛里門·摩雷                     |
| 前任者： 喬治·法蘭西斯·羅伯特·哈里斯 | 千里達總督 1854年–1856年                     | 繼任者： 羅伯特·威廉·吉特                |
| 前任者： 愛德華·海·杜倫孟德·海爵士   | 聖海倫那島總督 1863年–1869年                 | 繼任者： 海軍中將查爾斯·喬治·愛德華·佩蒂 |